# Hvidbjerg Kirke (Thyholm)
 For alternative betydninger, se Hvidbjerg Kirke. (Se også artikler, som begynder med Hvidbjerg Kirke)
Hvidbjerg Kirke er en middelalderlig kirke i Hvidbjerg på halvøen Thyholm.
Kirken er opført i sidste halvdel af 1100-tallet og udvidet omkring 1500, da korsarmene og tårnet blev føjet til. En billedkvader sidder i muren til højre for kirkens indgang. Den forestiller en kriger med sværd i hånden. Døren er fra 1660 og forsynet med Jesu, sognepræstens og de to kirkeværgers navnetræk.

## Interiør
I kirken hænger på nordvæggen et gammelt korbuekrucifiks med apostlen Johannes og jomfru Maria ved korsets fod. En hængefigur fra ca. 1750, som forestiller profeten Jonas i hvalfiskens gab, er anbragt til venstre for indgangen.
Prædikestolen er fra 1596, og på dens seks sider er der malerier, der forestiller de fire store og to af de små profeter. Døbefonten er forsynet med et dåbsfad fra Nürnberg omkring 1575. Altertavlen er sammensat af dele fra forskellige perioder. Ældst er tre figurgrupper i terracotta. De stammer fra Holland omkring 1500.

## Mordet på Børglum-bispen
Hvidbjerg Kirke er særlig kendt for, at biskop Oluf Glob fra Børglum blev dræbt af sin nevø, Jens Glob, foran alteret i 1260. Motivet var, at biskoppen efter sin broders død havde frataget enken og de to børn store jordbesiddelser. Kirken blev lyst i band, og sagnet fortæller, at bandet kun kunne løses, hvis et menneske blev levende begravet ved kirken. Man lokkede da et forældreløst barn ned i en grav ved hjælp af sukkermad, og på den måde løstes bandet. Ved kirkeskibets nordvestlige hjørne på soklen ses et stenhoved, og det fortælles, at barnet blev lokket i graven hér. Der udviklede sig i det hele taget en rig sagntradition om disse begivenheder, og H.C. Andersen skrev historien Bispen paa Børglum og hans Frænde om begivenhederne.

## Galleri

### Interiør
- Jonas i havdyrets gab
- Korbuekrucifiks

### Barnegraven ifølge sagnet
- Stenhoved på soklen af ...
- ... kirkeskibets sydvestlige hjørne